# Le Curé de village (radio)

Le Curé de village est le premier feuilleton radiophonique de l'histoire du Québec.
Écrit par Robert Choquette, il fut diffusé du 5 janvier 1935 jusqu'au mois de juin 1938 sur les ondes de CKAC lors de sa première diffusion. Le feuilleton radiophonique est alors diffusé tous les soirs de la semaine durant 15 minutes.
Une 2e diffusion eut lieu à la radio de Radio-Canada du 20 octobre 1949 au 7 avril 1955. Le Curé de village est alors présenté 30 minutes par semaine. 
Le film Le Curé de village reprend la trame dramatique du feuilleton avec sensiblement les mêmes comédiens. Le film, tourné en 1949, fut réalisé par Paul Gury. 

## Synopsis
L’action se déroule dans un village typique du Québec des années 1930 où le prêtre joue le rôle de guide spirituel pour toute la communauté. Le radioroman est construit autour d'un ensemble d'intrigues humoristiques et sentimentales qui sont l'occasion de révéler les caractères de chacun.
Le pivot de cet univers villageois est le curé, mais il est assisté dans ses fonctions de conseiller par les notables : le docteur Émery Desautels et le notaire Bellerose. Le maire Anatole Théberge est un chef de clan en rivalité avec les autres commerçants à cause de ses intérêts dans l'administration du magasin général.

## Impact de l'émission
Le succès fut important dès la première saison (1935) et le nombre d'auditeurs augmenta au fur et à mesure que les radios gagnaient les milieux les plus éloignés. Dès la 2e année. les cotes d'écoutes furent remarquables et on peut parler d'un réel phénomène social. De nombreux auditeurs des villes et des campagnes se regroupaient chez des voisins pour écouter le programme. 
À l'automne 1936, un critique écrit dans le journal Le Droit : que le succès auprès des milliers d'écouteurs constitue quelque chose d'unique dans l'histoire de notre littérature et de notre théâtre.
En 1938, quand le commanditaire principal, la brasserie Dow, de l'émission décida de se retirer sous les pressions des lignes de tempérance, des milliers de lettres parvinrent au poste CKAC pour protester.

## Réalisation
- Réalisateur : Robert Choquette et Roger Daveluy
- Scénario : Robert Choquette

## Distribution
- Ovila Légaré : Le curé
- Camille Ducharme : Antoine Bellerose
- Estelle Mauffette : Florida Bellerose (veuve Prudent Sirois)
- Eugène Daigneault : Le bedeau Toussaint Boisclair
- Arthur Groulx : Anatole Théberge
- Jeannette Teasdale : Mme Anatole Théberge
- Albert Duquesne : Émery Desautels
- Margot Lavoie : Mme Émery Desautels (Adèle Bisonnette)
- Guy Mauffette : Noiraud Toupin
- Olivette Thibault : Mme Noiraud Toupin
- Lorenzo Bariteau : Pit Perrault
- Juliette Béliveau : Madame Pit Perrault (Aurore Bouliane)
- Julien Lippé : Fortunat Bolduc
- Henri Poitras : Roland Bolduc
- Ernest Guimond
- Denise Pelletier : Célesta Cousineau
- Gilles Pelletier : Grégoire Cousineau
- Blanche DuBuisson : Madame Bouchard
- Damase DuBuisson :
- Lise Roy : Juliette
- Paul Guèvremont : "Frenchy" Martel
- Hector Charland : Oscar Gratton
- Gérard Delage : Élie Brindamour
- Denis Drouin et Gratien Gélinas : Lionel Théberge
- Marjolaine Hébert : Rose-Aimée Théberge